# Saint-Martin-aux-Bois
Saint-Martin-aux-Bois és un municipi francès, situat al departament de l'Oise i a la regió dels Alts de França. L'any 2007 tenia 294 habitants.

## Demografia

### Població
El 2007 la població de fet de Saint-Martin-aux-Bois era de 294 persones. Hi havia 108 famílies de les quals 20 eren unipersonals (4 homes vivint sols i 16 dones vivint soles), 32 parelles sense fills, 44 parelles amb fills i 12 famílies monoparentals amb fills.
La població ha evolucionat segons el següent gràfic:
Habitants censats

### Habitatges
El 2007 hi havia 130 habitatges, 111 eren l'habitatge principal de la família, 15 eren segones residències i 4 estaven desocupats. 125 eren cases i 5 eren apartaments. Dels 111 habitatges principals, 87 estaven ocupats pels seus propietaris, 20 estaven llogats i ocupats pels llogaters i 4 estaven cedits a títol gratuït; 2 tenien una cambra, 4 en tenien dues, 19 en tenien tres, 35 en tenien quatre i 51 en tenien cinc o més. 88 habitatges disposaven pel capbaix d'una plaça de pàrquing. A 54 habitatges hi havia un automòbil i a 48 n'hi havia dos o més.

### Piràmide de població
La piràmide de població per edats i sexe el 2009 era:
| Homes | Edats   | Dones |
| ----- | ------- | ----- |
| 0     | 95 o +  | 0     |
| 0     | 90 a 94 | 0     |
| 0     | 85 a 89 | 0     |
| 0     | 80 a 84 | 0     |
| 4     | 75 a 79 | 4     |
| 8     | 70 a 74 | 8     |
| 8     | 65 a 69 | 12    |
| 8     | 60 a 64 | 0     |
| 4     | 55 a 59 | 0     |
| 4     | 50 a 54 | 8     |
| 4     | 45 a 49 | 0     |
| 20    | 40 a 44 | 8     |
| 4     | 35 a 39 | 28    |
| 32    | 30 a 34 | 4     |
| 8     | 25 a 29 | 12    |
| 0     | 20 a 24 | 12    |
| 8     | 15 a 19 | 8     |
| 4     | 10 a 14 | 8     |
| 8     | 5 a 9   | 16    |
| 12    | 0 a 4   | 8     |

## Economia
El 2007 la població en edat de treballar era de 196 persones, 151 eren actives i 45 eren inactives. De les 151 persones actives 136 estaven ocupades (79 homes i 57 dones) i 15 estaven aturades (6 homes i 9 dones). De les 45 persones inactives 13 estaven jubilades, 12 estaven estudiant i 20 estaven classificades com a «altres inactius».

### Ingressos
El 2009 a Saint-Martin-aux-Bois hi havia 113 unitats fiscals que integraven 292 persones, la mediana anual d'ingressos fiscals per persona era de 17.683 €.

### Activitats econòmiques
Dels 3 establiments que hi havia el 2007, 1 era d'una empresa extractiva i 2 d'empreses de construcció.
Dels 2 establiments de servei als particulars que hi havia el 2009, 1 era una fusteria i 1 lampisteria.
L'any 2000 a Saint-Martin-aux-Bois hi havia 3 explotacions agrícoles que ocupaven un total de 639 hectàrees.

## Poblacions més properes
El següent diagrama mostra les poblacions més properes.